# Локомотив (стадион, Стара Загора)
Вижте пояснителната страница за други значения на Стадион „Локомотив“.
„Локомотив“ е стадион в Стара Загора с капацитет 15 000 правостоящи зрители, вторият по големина в града.
През 2008 г. са поставени 500 седалки в сектор „А“. Съоръжението е бивш клубен стадион на Локомотив (Стара Загора), използва се от ДЮШ на Берое